# Adam Oates
Adam Robert Oates, född 27 augusti 1962 i Weston, Ontario, är en kanadensisk ishockeytränare och före detta professionell ishockeyspelare som mellan 1985 och 2004 spelade i NHL för Detroit Red Wings, St. Louis Blues, Boston Bruins, Washington Capitals, Philadelphia Flyers, Anaheim Mighty Ducks och Edmonton Oilers. 
Oates är ansedd som en av de bästa passningsspelarna i NHL under sin tid ligan och gjorde på 1337 NHL-matcher 1420 poäng: 341 mål och hela 1079 assist.
Han är den äldsta spelaren någonsin att vinna assistligan under en säsong i NHL med sina 64 assist 2001–02, 39 år gammal.
Oates spelade NHL All-Star Game 1991, 1992, 1993, 1994 och 1997.
26 juni 2012 presenterades Adam Oates som ny huvudtränare för Washington Capitals. Samma dag valdes han även in i Hockey Hall of Fame. Den 26 april 2014 meddelade Capitals att man hade sparkat Oates med omedelbar verkan.

## Statistik

### Klubbkarriär
| 1982–83     | RPI Engineers        | ECAC        | 22   | 9   | 33   | 42   | 8   | —   | —  | —   | —   | —  |
| 1983–84     | RPI Engineers        | ECAC        | 38   | 26  | 57   | 83   | 15  | —   | —  | —   | —   | —  |
| 1984–85     | RPI Engineers        | ECAC        | 38   | 31  | 60   | 91   | 29  | —   | —  | —   | —   | —  |
| 1985–86     | Detroit Red Wings    | NHL         | 38   | 9   | 11   | 20   | 10  | —   | —  | —   | —   | —  |
| 1985–86     | Adirondack Red Wings | AHL         | 34   | 18  | 28   | 46   | 4   | 17  | 7  | 14  | 21  | 4  |
| 1986–87     | Detroit Red Wings    | NHL         | 76   | 15  | 32   | 47   | 21  | 16  | 4  | 7   | 11  | 6  |
| 1987–88     | Detroit Red Wings    | NHL         | 63   | 14  | 40   | 54   | 20  | 16  | 8  | 12  | 20  | 6  |
| 1988–89     | Detroit Red Wings    | NHL         | 69   | 16  | 62   | 78   | 14  | 6   | 0  | 8   | 8   | 2  |
| 1989–90     | St. Louis Blues      | NHL         | 80   | 23  | 79   | 102  | 30  | 12  | 2  | 12  | 14  | 4  |
| 1990–91     | St. Louis Blues      | NHL         | 61   | 25  | 90   | 115  | 29  | 13  | 7  | 13  | 20  | 10 |
| 1991–92     | St. Louis Blues      | NHL         | 54   | 10  | 59   | 69   | 12  | —   | —  | —   | —   | —  |
| 1991–92     | Boston Bruins        | NHL         | 26   | 10  | 20   | 30   | 10  | 15  | 5  | 14  | 19  | 4  |
| 1992–93     | Boston Bruins        | NHL         | 84   | 45  | 97   | 142  | 32  | 4   | 0  | 9   | 9   | 4  |
| 1993–94     | Boston Bruins        | NHL         | 77   | 32  | 80   | 112  | 45  | 13  | 3  | 9   | 12  | 8  |
| 1994–95     | Boston Bruins        | NHL         | 48   | 12  | 41   | 53   | 8   | 5   | 1  | 0   | 1   | 2  |
| 1995–96     | Boston Bruins        | NHL         | 70   | 25  | 67   | 92   | 18  | 5   | 2  | 5   | 7   | 2  |
| 1996–97     | Boston Bruins        | NHL         | 63   | 18  | 52   | 70   | 10  | —   | —  | —   | —   | —  |
| 1996–97     | Washington Capitals  | NHL         | 17   | 4   | 8    | 12   | 4   | —   | —  | —   | —   | —  |
| 1997–98     | Washington Capitals  | NHL         | 82   | 18  | 58   | 76   | 36  | 21  | 6  | 11  | 17  | 8  |
| 1998–99     | Washington Capitals  | NHL         | 59   | 12  | 42   | 54   | 22  | —   | —  | —   | —   | —  |
| 1999–00     | Washington Capitals  | NHL         | 82   | 15  | 56   | 71   | 14  | 5   | 0  | 3   | 3   | 4  |
| 2000–01     | Washington Capitals  | NHL         | 81   | 13  | 69   | 82   | 28  | 6   | 0  | 0   | 0   | 0  |
| 2001–02     | Washington Capitals  | NHL         | 66   | 11  | 57   | 68   | 22  | —   | —  | —   | —   | —  |
| 2001–02     | Philadelphia Flyers  | NHL         | 14   | 3   | 7    | 10   | 6   | 5   | 0  | 2   | 2   | 0  |
| 2002–03     | Anaheim Ducks        | NHL         | 67   | 9   | 36   | 45   | 16  | 21  | 4  | 9   | 13  | 6  |
| 2003–04     | Edmonton Oilers      | NHL         | 60   | 2   | 16   | 18   | 8   | —   | —  | —   | —   | —  |
| ECAC totalt | ECAC totalt          | ECAC totalt | 98   | 66  | 150  | 216  | 52  | —   | —  | —   | —   | —  |
| NHL totalt  | NHL totalt           | NHL totalt  | 1337 | 341 | 1079 | 1420 | 415 | 163 | 42 | 114 | 156 | 66 |